# Ex mattatoio (Roma)
L'ex mattatoio di Roma, chiamato correntemente Mattatoio di Testaccio, era originariamente un complesso di padiglioni alle pendici del monte dei cocci adibito alla macellazione e alla distribuzione delle carni destinate alla capitale.

## Storia

Il mattatoio di Testaccio nel 1883

Nel 1888 l'architetto Gioacchino Ersoch, che già aveva lavorato alla ristrutturazione della precedente area di mattazione fatta costruire alle spalle di piazza del Popolo da papa Leone XII, fu incaricato di progettare, a causa dei cambiamenti nell'assetto urbanistico della città e delle nuove norme igieniche riguardanti gli edifici di mattazione, un più grande complesso che rispondesse alle nuove esigenze. Fu scelta una zona che, con l'approvazione di uno specifico progetto nel 1872, era già stata destinata all'edificazione di nuove residenze operaie nell'ambito dell'insediamento commerciale ed industriale più importante nella Roma di allora. Al progetto partecipò l'ingegnere Filippo Laccetti che ideò tra l'altro un interessante sistema di eliminazione degli scarti alimentari nel vicino Tevere.
Nei primi anni del Duemila da un'idea di Zoneattive nasce il progetto di restauro. Il cantiere fu aperto nel 2006 e terminato nel 2010; l’intervento conservativo ha riqualificato i padiglioni utilizzati per i serbatoi dell’acqua, per la pelanda e per la macellazione dei suini.
La gestione, fino al 2017 affidata ai Musei in Comune della Sovrintendenza capitolina ai beni culturali, ha realizzato negli anni un percorso dedicato al contemporaneo arricchito anche dalla presenza di una sezione dell’Accademia di belle arti e della Facoltà di Architettura di Roma Tre.
Dal 2018 la gestione è stata affidata da Roma Capitale all’Azienda Speciale Palaexpo.

## Il vecchio Mattatoio

### Collocazione
Il complesso è situato nel rione Testaccio e copre un'area di 25.000 m² compresa tra via Beniamino Franklin (dov'è tuttora collocato l'ingresso principale), lungotevere Testaccio (dov'è collocato un padiglione adibito inizialmente a dazio per il controllo ed il peso del bestiame), via Aldo Manuzio e viale del Campo Boario (dove veniva mercanteggiata la carne).

### Struttura e funzioni
La tipologia del padiglione come volume rettangolare, con muri rifiniti in mattoni, tetto a doppia falda ed aperture arcuate ripetute a distanza regolare, si ripete per tutti gli ambienti del macello che vedevano al loro interno il frequente uso di elementi architettonici in ferro. La collocazione delle originarie funzioni nei diversi padiglioni, disposti nella vasta area con un disegno geometrico e razionale, rispondeva a chiari principi di funzionalità e di igiene che Ersoch assunse sin dall'inizio come linee guida del progetto. Il viale principale delimitava sui due lati gli ambienti adibiti alla macellazione affiancati dalle stalle, dai bagni e dagli stabilimenti per la lavorazione del sangue; nei padiglioni dietro la facciata principale erano state poste le funzioni che richiedevano l'ausilio di personale esterno mentre perifericamente, sul lato dell'attuale via Manuzio, erano collocate le funzioni più scomode come il macello della carne suina e delle carni tenere

## Il Mattatoio oggi

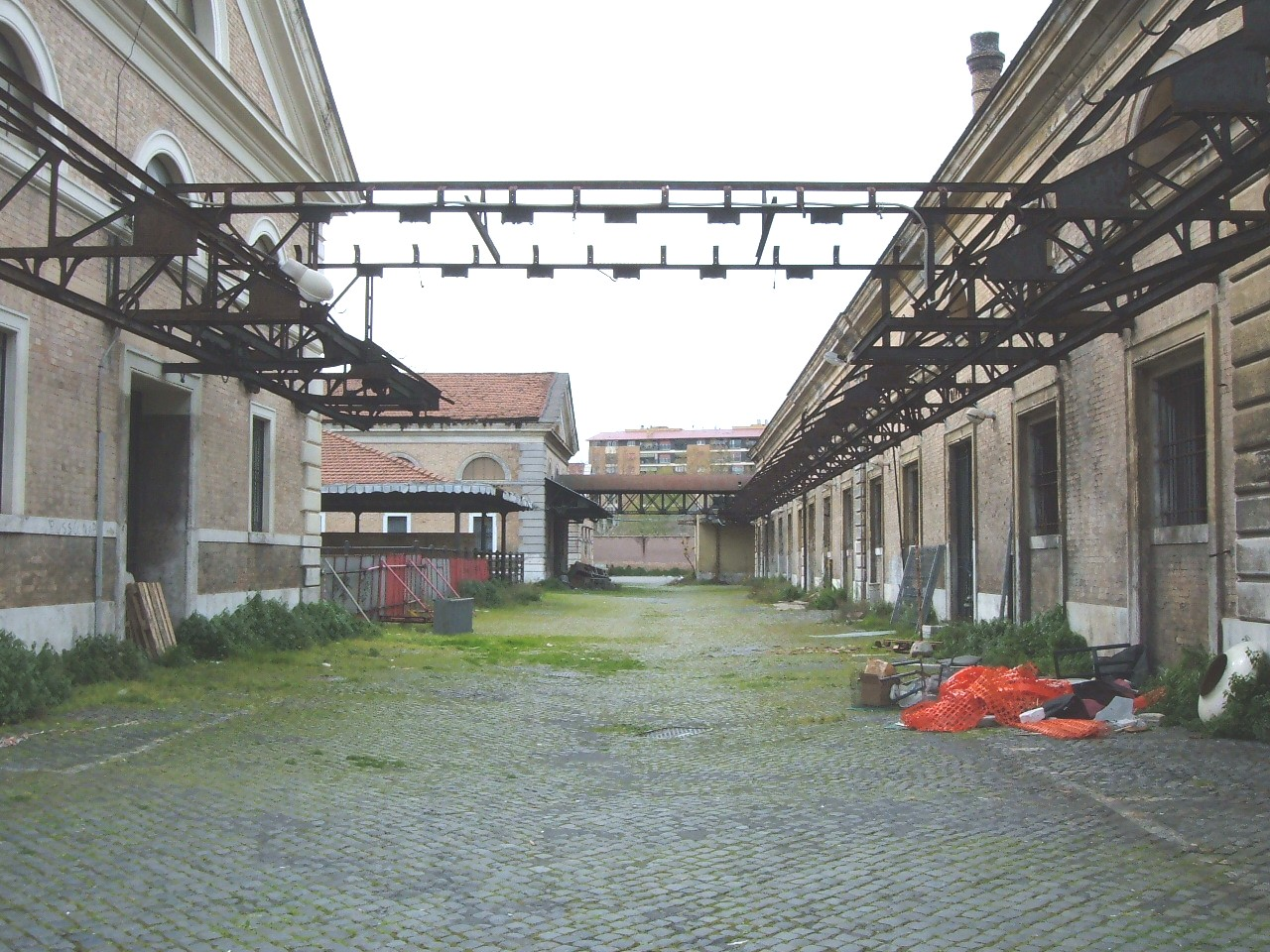
L'interno del complesso dell'ex mattatoio prima delle bonifiche.

Il mattatoio fu dismesso nel 1975, quando Roma aveva raggiunto i tre milioni di abitanti, per essere sostituito da una nuova struttura in viale Palmiro Togliatti, in zona Tor Sapienza. Da allora il complesso, uno dei pezzi fondamentali dell'archeologia industriale romana, ha subito diverse ristrutturazioni, ha ospitato manifestazioni temporanee e assunto nuove funzioni permanenti all'interno dei vecchi padiglioni.
Gli edifici ospitano alcuni uffici della polizia Roma Capitale; nel 2000, otto anni dopo la nascita della terza università, il padiglione 7 lungo via Aldo Manuzio e quelli lungo via Beniamino Franklin furono ristrutturati e adibiti ad aule per la Facoltà di Architettura; nel 2002 due padiglioni (con un'area complessiva di 105.000 m²) furono destinati alla seconda sede del MACRO, denominata prima Macro Future poi Macro Testaccio.
Il 29 settembre 2007, su via del Campo Boario, è stata inaugurata una sede permanente di 3500 m² per la Città dell'altra economia.  Il 18 febbraio 2010, dopo tre anni di restauri e al termine di un cantiere aperto nel novembre del 2006, è stata inaugurata La Pelanda, un ulteriore spazio espositivo che comprende 5 fabbricati organizzati intorno a una grande galleria che coprono rispettivamente un'area di circa 5000 m² e 1400 m² in uno spazio centrale nell'area del progetto originario dedicata ai serbatoi dell'acqua e alla pelanda dei suini. Il 12 marzo 2010 la Facoltà di architettura dell'università Roma Tre ha inaugurato ed aperto a studenti e docenti il padiglione 15A, sul lato del Lungotevere. Nel 2013 è terminata la trasformazione dei padiglioni 2B, 4 e 8 che ha permesso il già previsto trasferimento completo della didattica, degli uffici e dei laboratori del Dipartimento di architettura (che dall'anno accademico 2013/2014 ha sostituito la Facoltà in base alla Legge n.240/2010, alias "Riforma Gelmini") dalla storica sede dell'Argiletum dove sono rimasti i corsi post lauream, gli uffici dei docenti e gli uffici di area ricerca.
Nell'ex mattatoio si è insediato anche il centro sociale Villaggio Globale; il complesso ha inoltre visto nascere Muccassassina, la serata di autofinanziamento del Circolo di cultura omosessuale Mario Mieli di Roma, a cui peraltro deve l'ironico nome, e ha ospitato, a partire dal 2002 le prime tre edizioni del Gay Village, evento organizzato nell'ambito dell'Estate romana.
La gestione, fino al 2017 affidata ai Musei in Comune della Sovrintendenza capitolina ai beni culturali, ha realizzato negli anni un percorso dedicato al contemporaneo arricchito anche dalla presenza, sempre all'interno del Mattatoio, di una sezione dell’Accademia di belle arti e della Facoltà di architettura di Roma Tre. Dal 2018 la gestione è affidata da Roma Capitale all’Azienda Speciale Palaexpo.